# Eusebius Amort
Eusebius Amort, né le 15 novembre 1692 à Bad Tölz et mort le 5 ou le 15 février 1775 à Polling (Bavière), est un théologien catholique allemand, chanoine régulier de Polling.

## Biographie
Amort compose un nouveau cours de théologie « éclectique » à l'attention du nouveau séminaire de prêtre du diocèse d'Augsbourg. Son cours de philosophie est très instructif pour mesurer la réaction scolastique aux philosophies nouvelles, en particulier dans à partir d'une Notitia critica (1730, 539-583) dans laquelle il examine les « logiques » de Kircher, Antoine Arnauld, John Locke, Honoré Fabri, Jean Le Clerc, Johann Clauberg, Julius Bernhard von Rohr, Christian Wolff, Jean-Pierre de Crousaz). Dans ses parties plus classiques, notamment dans sa métaphysique, il discute les arguments sur la preuve de l'existence de Dieu (avec Antonio Pérez, Georg Spiznagel, Joachim Kreitman, cf. p. 469-470).

## Œuvres
- Philosophia pollingiana ad normam Burgundicae, Augsbourg, 1730. Cet ouvrage se compose des parties suivantes : Summulae; Logica [prolegomena, de universalibus, de praedicamentis, de syllogismo] ; Physica [de causis; de materia et forma; de causa efficiente et finali; de proprietatibus corporis naturalis; de tempore, loco, motu, etc. ; de qualitatibus corporum; de coelis; de elementis; de meteoris; de plantis et animalibus; de anima; de anima sensitiva; de anima volitiva et intellectiva]; Metaphysica; Vindiciae philosophiae peripateticae [incl. An ex universali deceptione sensuum recte impugnetur Philosophia peripatetica ubi refutatur P. Malebranch] Notitia critica de logica Neotericorum; Principia artis criticae explicata et demonstrata ; Systema Philosophorum veterum et Neotericorum in Physica; Falsitas Copernicani Systematis demonstrata. Avec des gravures en annexe.